# 玉皇山 (杭州)

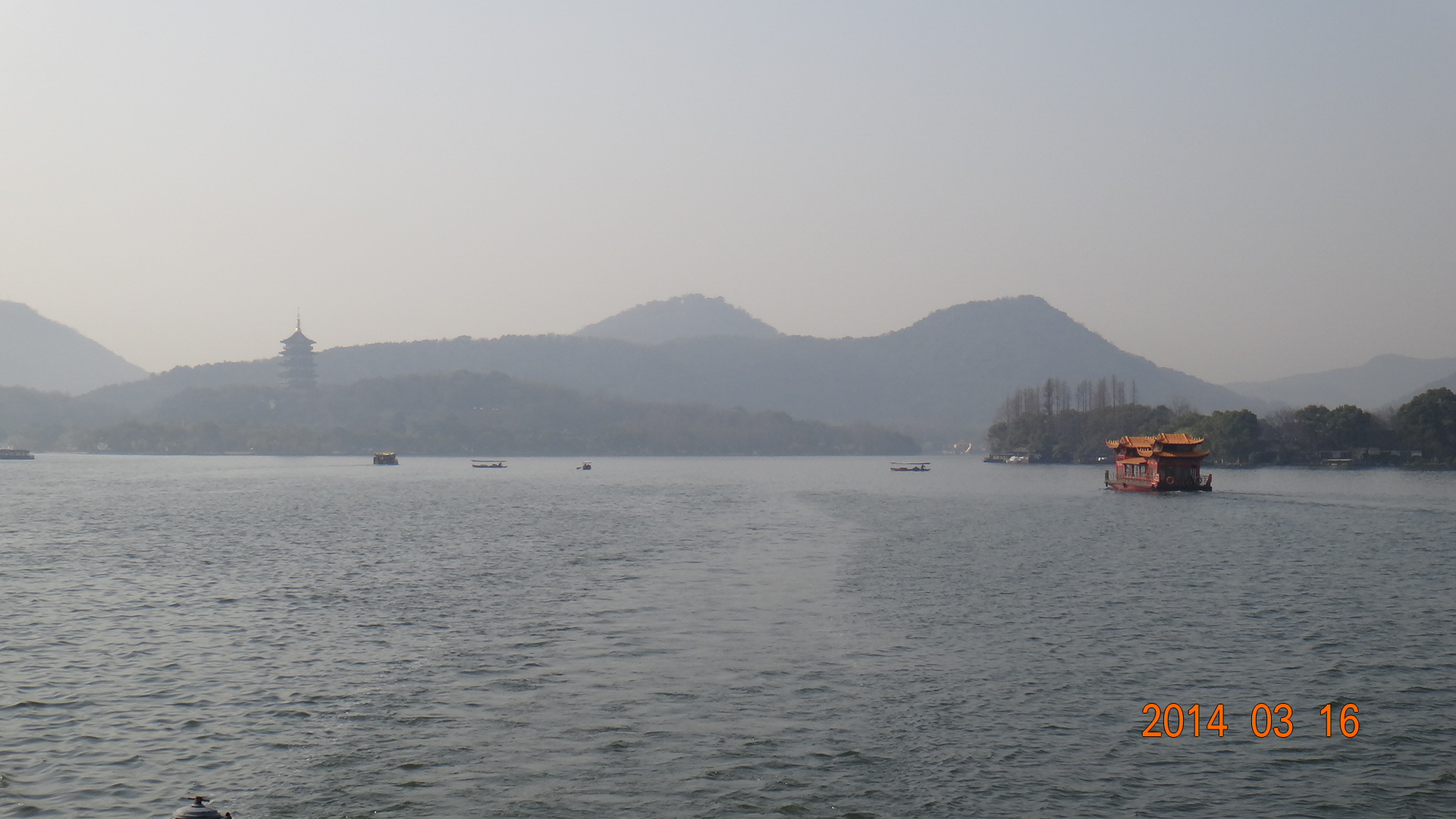
从西湖远眺玉皇山

玉皇山，又名玉龙山，古称龙山，是位于杭州市区的一座山，介于西湖与钱塘江之间，海拔239米。

## 简介
唐代稱玉柱峰；
相傳吳越國時，國王曾恭迎明州阿育王寺之舍利至此，改名育王山；
宋代後，又名玉龍山、龍山、天真山等；
明代創建福星观，供奉玉皇大帝，始名玉皇山。
它与东侧的凤凰山冈峦相连，势若飞龙舞凤，晋代郭璞诗云：“天目山垂两乳长，龙飞凤舞到钱唐”。衬以蓝天白云，每当风起云涌时，伫立山巅登云阁上，时有云雾扑面而来，飞渡而去，此景境被命名为“玉皇飞云”。
目前玉皇山上保存有紫来洞、八卦田、福星观、登云阁、望湖楼等景点。